# Petr Kellner
Petr Kellner (n. 20 mai 1964, Česká Lípa⁠(d), Liberec, Cehia – d. 27 martie 2021, ghețarul Knik⁠(d), Alaska, SUA) a fost un antreprenor miliardar ceh, fondator și acționar majoritar (98,93 %) al Grupului PPF. În momentul morții sale, avea o valoare netă estimată de 17,5 miliarde de dolari americani, ceea ce l-a făcut cea mai bogată persoană din Republica Cehă. 

## Tinerețe
Kellner s-a născut în 1964 în Česká Lípa, atunci în Cehoslovacia, dar și-a petrecut cea mai mare parte a copilăriei în Liberec. Kellner a absolvit Facultatea de Economie Industrială a Universității de Economie din Praga.

## Carieră
După Revoluția de catifea a lucrat pentru compania cehă Impromat, un importator și vânzător de fotocopiatoare Ricoh. În timp ce a lucrat pentru acea companie, i-a cunoscut pe Milan Maděryč și Milan Vinkler.

### Fondul de investiții PPF
În 1991, după anunțul privatizării acțiunilor cehoslovace, el a creat fondul de investiții PPF (První privatizační fond) împreună cu Milan Vinkler și sticlăria de stat Sklo Union. În 1992, PPF investiční společnost a.s. a fost creat și s-a schimbat numele și natura fondului din privatizare (privatizačn) în investiție (investiční). Fondul a avut mare succes și s-au achiziționat acțiuni de la mai mult de 200 de corporații cu o valoare nominală de 5 miliarde de coroane cehe.

### Česká pojišťovna
În 1995 și 1996, Grupul PPF a cumpărat o participație de 20% la cea mai mare companie de asigurări cehă, Česká pojišťovna și a început să o gestioneze. În 2000, Grupul PPF a cumpărat 31,5% din acțiunile Česká pojišťovna de la IPB pentru 2,85 miliarde CZK (în jur de 72,27 milioane USD la acea vreme). Mai târziu, PPF a cumpărat mai multe acțiuni și a devenit proprietarul majoritar (93%) în 2001, când PPF a cumpărat un pachet mare de acțiuni de la Komerční banka și de la statul ceh. Kellner a devenit astfel proprietarul majoritar al Grupului PPF.

### Assicurazioni Generali
În 2007, Grupul PPF a semnat un contract cu Assicurazioni Generali pentru a crea o societate mixtă între ramura de asigurări a Grupului PPF și corporațiile Assicurazioni Generali din Republica Cehă, Slovacia, Polonia, Ungaria, România, Bulgaria, Ucraina, Rusia, Serbia, Slovenia, Croația, Belarus și Kazahstan. Din 2007 până în 2013, Kellner a fost membru în consiliul de administrație al Assicurazioni Generali. Kellner personal a cumpărat ulterior 2,02% din Assicurazioni Generali.
În 2013 Kellner a vândut acțiunile PPF rămase către Generali pentru  2,5 miliarde de euro, astfel a devenit efectiv proprietar unic la începutul anului 2015.

### Central European Media Enterprises
La începutul lunii septembrie 2007, Ronald Lauder a anunțat că Petr Kellner deținea o participație de 3% și că se afla în consiliul de administrație al Central European Media Enterprises (CME), o companie din Bermude (care deține un procent de 95% din televiziunile din grupul Media PRO).

## Avere
În 2013, Petr Kellner deținea 98,93% din grupul financiar și de investiții PPF.
În 2006, a fost listat pentru prima dată în lista Forbes a miliardarilor cu o valoare netă estimată de 3 miliarde de dolari americani, fiind al 224-lea cel mai bogat om din lume. În 2007, era pe locul 119 cu 6 miliarde de dolari americani; în 2008 era pe locul 91 cu 9,3 miliarde de dolari americani. În 2009 a fost pe locul 76 cu 6 miliarde de dolari americani. În 2010 a fost pe locul 89 cu 7,6 miliarde de dolari americani; conform săptămânalului ceh Týden, estimările au fost mai mici decât averea sa reală, cu aproximativ 4 miliarde de dolari americani mai mare.
În 2015, Kellner s-a clasat pe locul 137 în lista Forbes cu o avere estimată la 9,2 miliarde de dolari americani. În august 2016, s-a clasat pe locul 102 cu 11,4 miliarde de dolari americani, devenind cea mai bogată persoană din Republica Cehă. În 2018, Kellner s-a clasat pe locul 88, cu 15,5 miliarde de dolari americani. În 2020 a ocupat locul 68 cu 14,9 miliarde de dolari americani. În octombrie 2020, Forbes l-a catalogat din nou ca fiind cea mai bogată persoană din Republica Cehă, cu o avere netă de 293 miliarde coroane cehe (în jur de 13 miliarde de dolari americani la acea vreme).
În 2010 a cumpărat un Boeing 737-700 BBJ1 ca avion de afaceri. A locuit într-o reședință extinsă din satul Podkozí de lângă Praga și a deținut o serie de alte proprietăți în diferite țări. Deținea, de asemenea, una dintre cele mai mari colecții de fotografii realizate de fotograful Josef Sudek, cel mai cunoscut pentru fotografiile sale din Praga.

## Deces

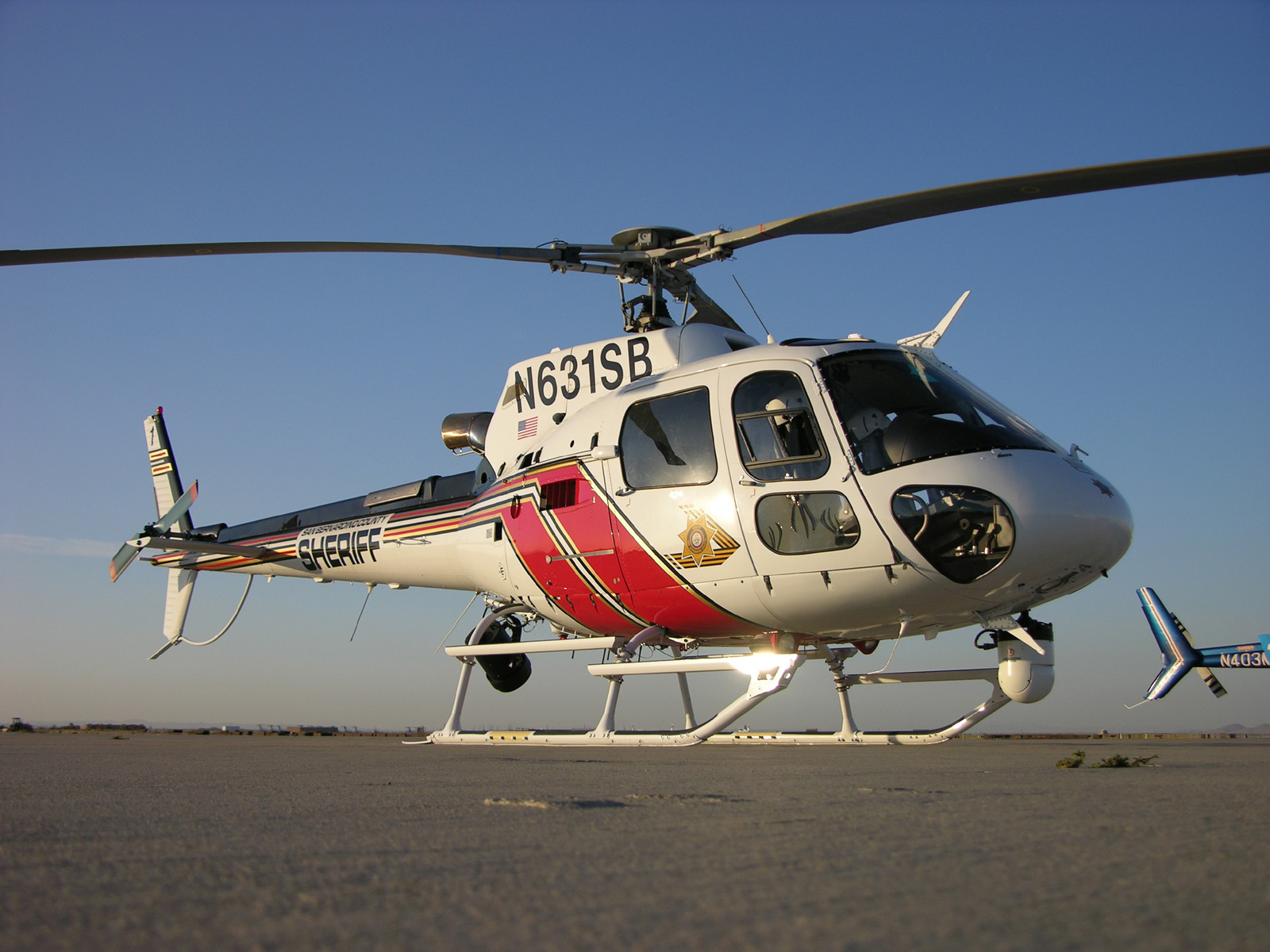
Un elicopter asemănător Airbus AS350 B3; din San Bernardino, California

Petr Kellner a murit la 27 martie 2021 într-un accident de elicopter, un Airbus AS350 B3, în timp ce se afla în Alaska la heliski, în apropiere de Ghețarul Knik, la 80 de kilometri est de Anchorage, împreună cu alte patru persoane. Elicopterul s-a prăbușit pe un munte între Metal Creek și Valea Grasshopper. Elicopterul dispărut a fost raportat autorităților la două ore după dispariția semnalului de urmărire.
Grupul PPF l-a numit la conducerea operațiunilor sale, în locul lui Kellner, pe Ladislav Bartoníček.